# Земоно
Земоно (словен. Zemono, итал. Zemono) је насељено место у општини Випава, Горишка регија, Словенија.

## Историја
До територијалне реорганизације у Словенији било је у саставу старе општине Ајдовшчина.

## Становништво
У попису становништва из 2011. године, Земоно је имало 80 становника.
| Број становника према пописима | Број становника према пописима | Број становника према пописима |
| ------------------------------ | ------------------------------ | ------------------------------ |
| 1991                           | 2002                           | 2011                           |
| 72                             | 82                             | 80                             |